# Dommartin-lès-Toul
 Dommartin-lès-Toul  es una población y comuna francesa, en la región de Lorena, departamento de Meurthe y Mosela, en el distrito de Toul y cantón de Toul-Nord.

## Demografía
| 1081 | 1004 | 1218 | 1714 | 1639 | 1644 |
| Para los censos de 1962 a 1999 la población legal corresponde a la población sin duplicidades (Fuente: INSEE [Consultar]) |      |      |      |      |      |